# 麥氏雙邊魚
麥氏雙邊魚為輻鰭魚綱鱸形目鱸亞目雙邊魚科的其中一個種，分布於澳洲及新幾內亞的淡水及半鹹水水域，體長可達9公分，生活在河口、溪流、沼澤，屬肉食性，以甲殼類、水生昆蟲、小魚等為食，可做為觀賞魚。